# Чорноморська вулиця (Херсон)
Вулиця Чорноморська — вулиця в мікрорайоні ХБК, Дніпровського району міста Херсон. Одна з найдовших вулиць району, західна окраїна мікрорайону. Протяжність — 2,15 км. Бере свій початок на перехресті вулиці Героїв Крут і Слобідського провулку. Закінчується на Бериславському шосе. До вулиці прилучаються: вулиця Героїв Крут, Слобідський провулок, вулиця Тиха, вулиця Офіцерська, Кінгінський провулок, вулиця Ливарна, 2-й Чорноморський провулок, провулок Уманський, провулок Житомирський, вулиця Шевченка, Дніпровський провулок, провулок Лермонтова, провулок Чехова, 1-й Зелений провулок, 2-й Зелений провулок, Таманський провулок, вулиця Айвазовського, вулиця Севастопольська, вулиця Заводська, Бериславське шосе. Перетинають вулицю: вулиця Тягинська, вулиця Перекопська, вулиця Університетська, вулиця Кримська, вулиця Іллюші Кулика, вулиця Олексія Шовкуненка,

## Будівлі і об'єкти
- буд. 16 — Відділення «Нова Пошта» № 12
- буд. 22 — Міський РАЦС Дніпровського району міста Херсон
- буд. 29А — Відділення банку «Ощадбанк»
- буд. 40А — Херсонський ясла-садок № 73, Херсонська місцева прокуратура Дніпровського району
- буд. 64 — Відділення «Укрпошта»